# Miara niezmiennicza
Miara niezmiennicza – miara zachowywana przez pewną funkcję. Są one szczególnym obszarem zainteresowań w studiach nad układami dynamicznymi. Twierdzenie Kryłowa-Bogolubowa mówi o istnieniu miar niezmienniczych pod pewnymi warunkami względem danych: funkcji i przestrzeni.

## Definicja
Niech {\displaystyle (X,{\mathfrak {M}})} będzie przestrzenią mierzalną i dana będzie funkcja mierzalna {\displaystyle f\colon X\to X.} O mierze {\displaystyle \mu } określonej na {\displaystyle (X,{\mathfrak {M}})} mówi się, że jest niezmiennicza ze względu na {\displaystyle f,} jeżeli dla każdego zbioru mierzalnego {\displaystyle A\in {\mathfrak {M}}} zachodzi
{\displaystyle \mu \left(f^{-1}(A)\right)=\mu (A).}
Rodzinę miar (zwykle probabilistycznych, np. rozkładów prawdopodobieństwa) niezmienniczych na {\displaystyle X} oznacza się czasami symbolem {\displaystyle \operatorname {M} _{f}(X).} Rodzina miar ergodycznych, {\displaystyle \operatorname {E} _{f}(X),} jest podzbiorem {\displaystyle \operatorname {M} _{f}(X).} Co więcej, dowolna kombinacja wypukła dwóch miar niezmienniczych również jest miarą niezmienniczą, zatem {\displaystyle \operatorname {M} _{f}(X)} jest zbiorem wypukłym; {\displaystyle \operatorname {E} _{f}(X)} składa się dokładnie z punktów ekstremalnych {\displaystyle \operatorname {M} _{f}(X).}
W przypadku układu dynamicznego {\displaystyle (X,T,\varphi ),} gdzie {\displaystyle (X,{\mathfrak {M}})} jest przestrzenią mierzalną jak wyżej, {\displaystyle T} jest monoidem, a {\displaystyle \varphi \colon T\times X\to X} jest odwzorowaniem przepływu (operatorem rozwiązania), to {\displaystyle \mu } określoną na {\displaystyle (X,{\mathfrak {M}})} nazywa się miarą niezmienniczą, gdy jest ona niezmiennicza dla każdego odwzorowania {\displaystyle \varphi _{t}\colon X\to X.} Dokładniej, {\displaystyle \mu } jest niezmiennicza wtedy i tylko wtedy, gdy
{\displaystyle \mu \left(\varphi _{t}^{-1}(A)\right)=\mu (A)\quad \forall _{t\in T,A\in {\mathfrak {M}}}.}
Innymi słowy {\displaystyle \mu } jest miarą niezmienniczą ciągu zmiennych losowych {\displaystyle (Z_{t})_{t>0}} (np. łańcuchem Markowa lub rozwiązaniem stochastycznego równania różniczkowego), jeżeli zachodzi wynikanie: jeśli {\displaystyle \mu } jest rozkładem warunku początkowego {\displaystyle Z_{0},} to jest ona też rozkładem {\displaystyle Z_{t}} dla dowolnego późniejszego czasu {\displaystyle t.}

## Przykłady
- Rozważmy prostą rzeczywistą {\displaystyle \mathbb {R} } z jej standardowym σ-ciałem borelowskim; ustalając {\displaystyle a\in \mathbb {R} } weźmy przekształcenie przesunięcia {\displaystyle \operatorname {T} _{a}\colon \mathbb {R} \to \mathbb {R} } dane wzorem:
{\displaystyle \operatorname {T} _{a}(x)=x+a.}

Wówczas jednowymiarowa miara Lebesgue’a {\displaystyle \lambda } jest niezmiennicza względem {\displaystyle \operatorname {T} _{a}.}
- Ogólniej, w {\displaystyle n}-wymiarowej przestrzeni euklidesowej {\displaystyle \mathbb {R} ^{n}} z jej standardową σ-algebrą borelowską {\displaystyle n}-wymiarowa miara Lebesgue’a {\displaystyle \lambda _{n}} jest niezmiennicza względem dowolnej izometrii przestrzeni euklidesowej, tzn. przekształcenia {\displaystyle \operatorname {T} \colon \mathbb {R} ^{n}\to \mathbb {R} ^{n},} które może być zapisane wzorem
{\displaystyle \operatorname {T} (\mathbf {x} )=\mathbf {A} \mathbf {x} +\mathbf {b} ,}

gdzie {\displaystyle \mathbf {A} \in \operatorname {O} (n)} jest pewną macierzą ortogonalną stopnia {\displaystyle n,} a {\displaystyle \mathbf {b} } wektorem z {\displaystyle \mathbb {R} ^{n}.}
- Miara niezmiennicza z pierwszego przykładu jest wyznaczona jednoznacznie z dokładnością do trywialnej renormalizacji o stały czynnik. Jednak nie jest to przypadek ogólny: rozważmy następujący zbiór dwuelementowy {\displaystyle X=\{0,1\}} oraz przekształcenie identycznościowe {\displaystyle T(x)=x} na tym zbiorze. Wówczas dowolna miara probabilistyczna {\displaystyle \mu \colon 2^{X}\to [0,1]} jest niezmiennicza. Zauważmy też, że {\displaystyle X} ma w trywialny sposób podział na {\displaystyle T}-niezmiennicze składowe {\displaystyle \{0\}} oraz {\displaystyle \{1\}.}